# Văleanca-Vilănești, Buzău
Văleanca-Vilănești este un sat în comuna Breaza din județul Buzău, Muntenia, România. Se află în apropierea dealurilor Istriței, în partea de vest a județului.